# Un albastru infinit (album)
Un albastru infinit este primul album de studio lansat de cântăreața de muzică ușoară Angela Similea.,,Zece ani de la debut, jubileu marcat de Electrecord prin apariția albumnul Un albastru infinit al Angelei Similea alătură 11 din cele mai frumoase piese înregistrate în vremea din urmă. Este un disc care pune într-o lumină fericită posibiltățile vocale ale interpretei, dar în același timp măsura diverselor registre ale sufletului său. 
Angela Similea este interpreta care selectează repertoriul după cum piesele răspund comantamentelor sale intime - sensibiltate, inteligență, plăcerea realizată prin temeinicia lucrului bine făcut, echilibrat. 
Discul este un fericit prilej de întâlnire cu Angela Similea, care în cele 11 piese este mereu alta, mereu o plăcută surpriză. 
Interpreta nu ne cheamă, ci ne întâmpină spre a ne oferi flacăra sa, a cărei căldură și culoare întrețin Simbolul.
Într-o aură de lirism se înveșmântează frumusețea sentimentelor firesc omenești: plină de semnificații este trecerea prin și peste timpurile lăutarilor de glorie veniți din codri și din câmpii fără sfârșit, plină de duioșie rememorarea celei care a fost ,,Maria cea cu inimă de soare,, (Lăutarii); mării și cerului i se închină imnul bucuriilor nestingherite (Pânza bărcilor); o lume de vis se deschide într-o noapte de grele așteptări, iar dimineața se preschimbă în superbe chihlimbare (Pastel); scapără puful păpădiilor într-o lumină fără hotare(Puf); din tainele pământului se înalță trandafirii lui Mihai Codreanu, cresc și ne învăluie cu miresme, cu fiorul uimirii în fața neânchipuitei naturi (Trandafirii);universul celei mai frumoase vârste - draga noastră copilărie - reverberează mirific, jocurile de demult se reiau parcă fascinant, iar nostalgia poartă nu regrete ci calde aduceri aminte (Unde ești copilărie).,, (Oltea Lupu-verso album)
Albumul a fost promovat de un film muzical, produs de TVR, filmat în Delta Dunării și Sibiu, în care au fost incluse piese precum cea care dă titlul albumului, "Din aminitiri nu poți trăi o viață" și "Pastel", printre altele.

## Lista pieselor
| #  | Titlu                                | Versuri           | Muzica               | Durată |
| -- | ------------------------------------ | ----------------- | -------------------- | ------ |
| 01 | „Un albastru infinit”                | Ovidiu Dumitru    | Marcel Dragomir      | 4:38   |
| 02 | „Din amintiri nu poți trăi o viață”  | Mihai Dumbravă    | Ion Cristinoiu       | 3:07   |
| 03 | „Lăutarii”                           | Ovidiu Dumitru    | Marius Țeicu         | 5:14   |
| 04 | „Puf”                                | Marin Sorescu     | Marius Țeicu         | 2:37   |
| 05 | „De veghe la porțile iubirii”        | Victor Brătulescu | Vasile Vasilache Jr. | 4:52   |
| 06 | „De n-ai fi tu”                      | Mihai Dumbravă    | Marcel Dragomir      | 3:22   |
| 07 | „Pânza bărcilor”                     | Flavia Buref      | Ion Cristinoiu       | 3:45   |
| 08 | „Pastel”                             | Tania Lovinescu   | Marius Țeicu         | 3:00   |
| 09 | „Omleta din ouă de broască țestoasă” | Gica Iuteș        | Vasile Șirli         | 4:15   |
| 10 | „Trandafirii”                        | Mihai Codreanu    | Marian Nistor        | 3:35   |
| 11 | „Unde ești, copilărie?”              | Sașa Georgescu    | Marius Țeicu         | 5:03   |